# Битва за Нижний Новгород (1439)
Битва за Нижний Новгород — сражение между татарскими войсками под командованием Улуг-Мухаммеда и русскими войсками.

## Ход событий
После того как Улуг-Мухаммед утвердился в Среднем Поволжье, он решил восстановить контроль над русскими княжествами. Идя на Москву, Улуг-Мухаммед практически без сопротивления осадил Нижний Новгород.

## Примечание
1. ↑  КАЗАНСКОЕ ХАНСТВО. www.spsl.nsc.ru. Дата обращения: 17 ноября 2023. Архивировано 28 июня 2020 года.
2. ↑  Глава1.Период могущества ханства (1438-1487 г.) / М.Г. ХУДЯКОВ "Очерки по истории КАЗАНСКОГО ХАНСТВА". tatarica.narod.ru. Дата обращения: 17 ноября 2023. Архивировано 26 июня 2023 года.